# Kangma
Kangma Dzong, Chinees: Kangmar Xiàn is een arrondissement in het zuidoosten van de prefectuur Shigatse in de Tibetaanse Autonome Regio, China. In 1999 telde het arrondissement 19.306 inwoners. De hoogte varieert tussen de 4100 en 4500 meter en de gemiddelde jaarlijkse temperatuur is 4 °C. Jaarlijks valt er gemiddeld 180 mm neerslag.

## Personen uit Kangma
- Lhakpa Tseten, tibetoloog